# Agerupgård
Agerupgård er en gammel sædegård, som nævnes første gang i 1397 med navnet Aggerupgaard. Agerup ligger i Våbensted Sogn i Guldborgsund Kommune. Hovedbygningen er opført i 1858.
Agerup Gods er på 375,5 hektar med Trudstolpegård

## Ejere af Agerup
- (1397-1435) Laurids Nielsen Kabel
- (1435-1688) Kronen
- (1688-1720) Christian Lerche
- (1720-1721) Sophie Ulrikke von Reichou gift Lerche
- (1721-1732) Cornelius Johan Lerche
- (1732-1750) Jacob Flindt
- (1750-1790) Henrik de Flindt
- (1790-1801) Christian Christopher de Flindt
- (1801-1835) Jacob de Flindt Reimer
- (1835-1840) Christian Henrich August Hardenberg-Reventlow
- (1840-1842) Ida Augusta Hardenberg-Reventlow gift (1) Holck (2) von Gersdorff (3) d`Almaforte
- (1842-1846) Christian Ludvig Johan Dormund von Gersdorff-Hardenberg-Reventlow
- (1846) Ida Augusta Hardenberg-Reventlow gift (1) Holck (2) von Gersdorff (3) d`Almaforte
- (1846-1864) Simon Dominici d`Almaforte-Hardenberg-Reventlow
- (1864-1867) Ida Augusta Hardenberg-Reventlow gift (1) Holck (2) von Gersdorff (3) d`Almaforte
- (1867-1885) Carl Ludvig August Rudolph Holck-Hardenberg-Reventlow
- (1885-1900) Ida Louise Henninga von Qualen gift Holck-Hardenberg-Reventlow
- (1900-1922) Christian Benedictus Johan Ludvig Conrad Ferdinand greve Reventlow
- (1922-1945) Rudolph Evard Wilhelm Ferdinand Christian greve Reventlow (Christian Benedictus søn)
- (1945-1955) Else Risom gift Reventlow (Rudolphs kone)
- (1955-1979) Claus Detlev Frederik Ferdinand greve Reventlow (Rudolphs fætters søn)
- (1979-) Otto Frederik Juel greve Reventlow